# Remseder Bach
Der Remseder Bach hat seinen Namen von Remsede, einem Ortsteil von Bad Laer erhalten. Er wird gebildet durch den Zusammenfluss von Südbach und Rankenbach in dem See (Remsederbach/Südbach). Nach ca. 20 km erreicht er die Wasserteilung von Glandorf und entwässert mit dem Glaner Bach in den Wipsenbach und den Linksseitigen Talgraben (31831), auch Neue Umflut genannt.